# Benečija (Trebnje, Slovenija)
Benečija je naselje u slovenskoj Općini Trebnju. Benečija se nalazi u pokrajini Dolenjskoj i statističkoj regiji Jugoistočnoj Sloveniji. 

## Stanovništvo
Prema popisu stanovništva iz 2002. godine naselje je imalo 32 stanovnika.